# Shōnen Onmyōji
Shōnen Onmyōji (少年陰陽師 (Thiếu niên Âm Dương sư)) là một bộ light novel viết bởi Yūki Mitsuru và minh họa bởi Asagi Sakura. Bộ tiểu thuyết này hiện vẫn đăng trên The Beans của Kadokawa Shoten. Hiện tại đã tập hợp và phát hành thành 36 tập. Cốt truyện xoay quanh một Âm Dương sư trẻ tuổi tên Abe no Masahiro, là cháu trai của một Âm Dương sư hùng mạnh. Dù bị mất khả năng nhìn thấy các linh hồn từ nhỏ nhưng Masahiro không muốn cứ ở dưới bóng của ông mình nên cậu đã quyết định học trở thành một Âm Dương sư. Và với sự giúp đỡ của một linh vật tên Mokkun, Masahiro đã quyết tâm để trở thành một Âm Dương sư còn giỏi hơn ông của mình.
Phiên bản manga ngoại truyện cũng đang đăng trên Beans Ace. Loạt tiểu thuyết cũng được chuyển thể thành drama CD, trò chơi trên hệ PlayStation 2. Studio Deen cũng đã chuyển thể tiểu thuyết này thành anime và phát sóng từ ngày 03 tháng 10 năm 2006 đến ngày 27 tháng 3 năm 2007.

## Truyền thông

### Light novel
Loạt light novel được viết bởi Yūki Mitsuru và minh họa bởi Asagi Sakura. Tiểu thuyết này đăng trên tạp chí The Beans của Kadokawa Shoten từ năm 2001 và hiện vẫn còn xuất bản. Kadokawa Shoten sau đó đã tập hợp các chương lại và phát hành thành các bunkobon, tính đến tháng 6 năm 2014 thì đã có 43 tập được phát hành trong đó có 6 tập là tập hợp các mẫu truyện ngắn ngoại truyện là tập 8, 14, 19, 21, 31 và 42.

### Manga
Chuyển thể manga do Seta Hinako viết và Yūki Mitsuru minh họa dành cho shōjo cũng đã đăng trên tạp chí Beans Ace và Asuka của Kadokawa Shoten từ ngày 24 tháng 4 năm 2005 và đã hoàn tất việc xuất bản. Kadokawa Shoten sau đó cũng tập hợp các chương lại và phát hành thành 1 tankōbon.

### Drama CD
Frontier Works đã chuyển thể loạt tiểu thuyết thành các loạt drama CD. Loạt đầu tiên có tên có tựa Shōnen Onmyōji Kyuuki Hen (少年陰陽師 窮奇編) phát hành từ ngày 23 tháng 4 đến ngày 25 tháng 8 năm 2004 với ba đĩa. Loạt thứ hai có tựa Shōnen Onmyōji Kazene Hen (少年陰陽師 風音編) với 4 đĩa phát hành từ ngày 26 tháng 1 đến ngày 22 tháng 7 năm 2005. Loạt thứ ba có tựa Shōnen Onmyōji Tenko Hen (少年陰陽師 天狐編) phát hành từ ngày 22 tháng 9 năm 2006 đến ngày 24 tháng 6 năm 2009 với 3 đĩa, loạt này có thời gian phát hành dài do bị gián đoạn từ khi phát hành đĩa đầu vào năm 2006 đến năm 2009 thì mới phát hành tiếp hai đĩa còn lại. Loạt thứ 4 có tựa Shōnen Onmyōji Bangaihen (陰陽師 天狐編) với 1 đĩa phát hành vào ngày 25 tháng 5 năm 2006.

### Internet radio
Một chương trình internet radio có tựa Shōnen Onmyōji: Kanata ni Hanatsu Koe wo Kike - Ryaku Shite Mago Radi (少年陰陽師・彼方に放つ声をきけ〜略して孫ラジ) đã được phát sóng từ tháng 4 năm 2006 đến tháng 10 năm 2009 với 114 chưa trình. Các hộp đĩa chứa các chưa trình này cũng đã được phát hành với tổng cộng 9 hộp, mỗi hộp có 2 đĩa.

### Anime
Studio Deen đã thực hiện chuyển thể anime của loạt tiểu thuyết này và đã phát sóng từ ngày 03 tháng 10 năm 2006 đến ngày 27 tháng 3 năm 2007 tại Nhật Bản với 26 tập. Bộ anime sử dụng hai câu chuyện trong loạt tiểu thuyết làm cốt truyện. Animax Asia đã đăng ký bản quyền phiên bản tiếng Anh của bộ anime và phát sóng trên mạng lưới của mình với tên Shōnen Onmyoji: The Young Spirit Master tại khu vực Đông Nam Á và Nam Á. Geneon Entertainment thì đăng ký bản quyền tại thị trường Bắc Mỹ nhưng chỉ phát hành được hai tập do phải rút ra khỏi thị trường châu Mỹ. Funimation Entertainment sau đó đã hợp tác mua bản quyền phân phối nhiều tựa anime của Geneon trong đó có cả Shōnen Onmyōji. Muse Communication thì đăng ký bản quyền để phát hành tại Đài Loan.

### Trò chơi điện tử
Kadokawa Shoten đã phát triển một trò chơi có tựa Shōnen Onmyōji: Tsubasa Yoima, Ten e Kaere thuộc thể loại phiêu lưu dựa trên tiểu thuyết cho hệ máy PlayStation 2 và đã phát hành tại Nhật Bản vào ngày 19 tháng 7 năm 2007.

### Âm nhạc
Bộ anime có ba bài hát chủ đề, một mở đầu và hai kết thúc. Bài hát mở đầu là bài Egao no Wake (笑顔の訳) do Hikita Kaori trình bày, đĩa đơn chứa bài hát này đã phát hành vào ngày 25 tháng 10 năm 2006. Bài hát kết thúc đầu là bài Yakusoku (約束) do Kiuji Saori trình bày và sử dụng trong gần hết bộ anime, đĩa đơn chứa bài hát này đã phát hành vào ngày 22 tháng 11 năm 2006. Bài hát kết thúc thứ hai là bài Roku Tousei (六等星) do Yuki Kaida dùng trong tập cuối của bộ anime, bài hát này đã được phát hành chung trong một trong 6 album chứa các bài hát do các nhân vật trình bày. Album chứa các bản nhạc dùng trong bộ anime đã được phát hành vào ngày 24 tháng 3 năm 2006. Sáu album chứa các bài hát do các nhân vật trình bày là Fūga ni Hibiku Uta wo Kike Haru và Fūga ni Hibiku Uta wo Kike Natsu phát hành vào ngày 23 tháng 2 năm 2007, Fūga ni Hibiku Uta wo Kike Aki phát hành ngày 21 tháng 3 năm 2007, Fūga ni Hibiku Uta wo Kike Fuyu và Kacho Fugetsu Byakuya phát hành vào ngày 25 tháng 5 năm 2007 còn lại là Kacho Fugetsu Zangetsu phát hành ngày 06 tháng 7 năm 2007.
| Egao no Wake (笑顔の訳) | Egao no Wake (笑顔の訳)                             | Egao no Wake (笑顔の訳) |
| STT                     | Nhan đề                                             | Thời lượng              |
| ----------------------- | --------------------------------------------------- | ----------------------- |
| 1.                      | "Egao no Wake (笑顔の訳)"                           | 4:52                    |
| 2.                      | "Egao no Wake Instrumental (笑顔の訳 Instrumental)" | 4:53                    |
| Tổng thời lượng:        | Tổng thời lượng:                                    | 9:45                    |

| Yakusoku (約束)  | Yakusoku (約束)                             | Yakusoku (約束) |
| STT              | Nhan đề                                     | Thời lượng      |
| ---------------- | ------------------------------------------- | --------------- |
| 1.               | "Yakusoku (約束)"                           | 4:21            |
| 2.               | "Yakusoku Instrumental (約束 Instrumental)" | 4:21            |
| Tổng thời lượng: | Tổng thời lượng:                            | 8:42            |

| Shounen Onmyoji Soundtrack & Drama CD Vol.1 (少年陰陽師 サウンドトラック&ドラマCD第一巻) | Shounen Onmyoji Soundtrack & Drama CD Vol.1 (少年陰陽師 サウンドトラック&ドラマCD第一巻) | Shounen Onmyoji Soundtrack & Drama CD Vol.1 (少年陰陽師 サウンドトラック&ドラマCD第一巻) |
| STT                                                                                      | Nhan đề                                                                                  | Thời lượng                                                                               |
| ---------------------------------------------------------------------------------------- | ---------------------------------------------------------------------------------------- | ---------------------------------------------------------------------------------------- |
| 1.                                                                                       | "Abeno Seimei ~Goma no Ken~ 安倍晴明～降魔の剣～"                                        | 4:29                                                                                     |
| 2.                                                                                       | "Shonen Onmyoji (少年陰陽師)"                                                            | 2:09                                                                                     |
| 3.                                                                                       | "Onmyoryo (陰陽寮)"                                                                      | 2:13                                                                                     |
| 4.                                                                                       | "Hana no Joban ~Kara no ko~ (花の常磐～伽羅の香～)"                                      | 2:39                                                                                     |
| 5.                                                                                       | "En ~Rengoku no Sho~ (エン～煉獄の将～)"                                                 | 3:08                                                                                     |
| 6.                                                                                       | "Asobiosemutoya (遊びをせむとや)"                                                        | 3:13                                                                                     |
| 7.                                                                                       | "Yoi ~Genretsunaru me~ (宵～厳冽なる眼～)"                                               | 3:39                                                                                     |
| 8.                                                                                       | "Iho no Kage (異邦の影)"                                                                 | 2:35                                                                                     |
| 9.                                                                                       | "Kono Shonen, Seimei no Atotsugi ni Tsuki. (この少年、晴明の後継につき。)"               | 4:30                                                                                     |
| 10.                                                                                      | "Hotaru no Yakusoku (螢の約束)"                                                          | 4:55                                                                                     |
| 11.                                                                                      | "Ichinichiichitsubure (一日一潰れ)"                                                      | 3:51                                                                                     |
| 12.                                                                                      | "Kairai no Shisho (傀儡の嗤笑)"                                                          | 3:11                                                                                     |
| 13.                                                                                      | "Ryujin Korin (龍神降臨)"                                                                | 3:08                                                                                     |
| 14.                                                                                      | "Toshitsugi Tojo! (敏次登場!)"                                                           | 3:37                                                                                     |
| 15.                                                                                      | "Fujinreibu (風刃麗舞)"                                                                  | 3:02                                                                                     |
| 16.                                                                                      | "Hyakkiyako (百鬼夜行)"                                                                  | 3:28                                                                                     |
| 17.                                                                                      | "Sakimori no Kaeru Basho (防人の還る場所)"                                               | 3:14                                                                                     |
| 18.                                                                                      | "Sono na wo Yobeba (その名を呼べば)"                                                     | 3:20                                                                                     |
| 19.                                                                                      | "Rikka ni Dakarete (六花に抱かれて)"                                                     | 5:19                                                                                     |
| 20.                                                                                      | "Kyoki Kakusei (狂気覚醒)"                                                               | 5:12                                                                                     |
| 21.                                                                                      | "Shiki ~Saikyo no Goka~ (屍鬼～最凶の業火～)"                                            | 3:06                                                                                     |
| 22.                                                                                      | "Chinkon no Uta (鎮魂の詩)"                                                              | 2:29                                                                                     |
| 23.                                                                                      | "Yomi no Shurai (黄泉の襲来)"                                                            | 3:49                                                                                     |
| 24.                                                                                      | "Gekiko ~Ayaki, Sozan~ (激昴～彩輝、槍斬～)"                                             | 3:45                                                                                     |
| 25.                                                                                      | "Ketsubetsu no Yaiba Ichi ~Kakugo~ (訣別の刃 壱～覚悟～)"                                | 7:23                                                                                     |
| 26.                                                                                      | "Ketsubetsu no Yaiba Ni ~Yomigaeru Koe~ (訣別の刃 弐～よみがえるこえ～)"                 | 3:04                                                                                     |
| 27.                                                                                      | "Ketsubetsu no Yaiba San ~Nukumori no Yukue~ (訣別の刃 参～ぬくもりの行方～)"            | 3:54                                                                                     |
| 28.                                                                                      | "Wakana ~Kyokai no Kishibe~ (若菜～境界の岸辺～)"                                        | 3:51                                                                                     |
| 29.                                                                                      | "Ushinaukoto Dake wa (失うことだけは)"                                                   | 2:20                                                                                     |
| 30.                                                                                      | "Kurumanosuke (車之輔)"                                                                  | 2:50                                                                                     |
| 31.                                                                                      | "Aru hi no, Ichi de. (ある日の、市で。)"                                                 | 5:37                                                                                     |
| 32.                                                                                      | "Kurumanosuke no Yuutsu (車之輔の憂鬱)"                                                  | 10:51                                                                                    |
| Tổng thời lượng:                                                                         | Tổng thời lượng:                                                                         | 2:03:51                                                                                  |

| Shounen Onmyoji Character Song Fuuga ni Hibiku Uta wo Kike Haru (少年陰陽師 キャラクターソング 風雅に響く詩を聴け 春) | Shounen Onmyoji Character Song Fuuga ni Hibiku Uta wo Kike Haru (少年陰陽師 キャラクターソング 風雅に響く詩を聴け 春)                   | Shounen Onmyoji Character Song Fuuga ni Hibiku Uta wo Kike Haru (少年陰陽師 キャラクターソング 風雅に響く詩を聴け 春) |
| STT | Nhan đề | Thời lượng |
| --- | --- | --- |
| 1. | "Roku Tousei (六等星)" | 4:34 |
| 2. | "Jyoshou (序章)" | 1:54 |
| 3. | "Roudoku Drama Abe no Masahiro & Abe no Seimei (Seinen) (朗読ドラマ 安倍昌浩&安倍晴明(青年))"                                           | 4:24 |
| 4. | "Shounen Onmyouji (少年陰陽師)" | 4:59 |
| 5. | "Guren (紅蓮)" | 5:00 |
| 6. | "Akaboshi (明星)" | 4:31 |
| 7. | "Akiko (彰子)" | 4:23 |
| 8. | "Roudoku Drama Fujiwara no Akiko & Abe no Seimei (Seinen) (朗読ドラマ 藤原彰子&安倍晴明(青年))"                                         | 4:21 |
| 9. | "Ayakashi (妖怪)" | 3:40 |
| 10. | "Jyuuni Shinshou to Waka Seimei (十二神将と若晴明)"                                                                                     | 3:16 |
| 11. | "Roku Tousei (Original Karaoke) (六等星 (オリジナルカラオケ))"                                                                          | 4:34 |
| 12. | "Akaboshi (Original Karaoke) (明星 (オリジナルカラオケ))"                                                                               | 4:31 |
| 13. | "Roudoku Drama Abe no Masahiro & Abe no Seimei (Seinen) (Original Karaoke) (朗読ドラマ 安倍昌浩&安倍晴明(青年) (オリジナルカラオケ))"   | 4:24 |
| 14. | "Roudoku Drama Fujiwara no Akiko & Abe no Seimei (Seinen) (Original Karaoke) (朗読ドラマ 藤原彰子&安倍晴明(青年) (オリジナルカラオケ))" | 4:20 |
| Tổng thời lượng: | Tổng thời lượng: | 58:51 |

| Shounen Onmyoji Character Song Fuuga ni Hibiku Uta wo Kike Natsu (少年陰陽師 キャラクターソング 風雅に響く詩を聴け 夏) | Shounen Onmyoji Character Song Fuuga ni Hibiku Uta wo Kike Natsu (少年陰陽師 キャラクターソング 風雅に響く詩を聴け 夏) | Shounen Onmyoji Character Song Fuuga ni Hibiku Uta wo Kike Natsu (少年陰陽師 キャラクターソング 風雅に響く詩を聴け 夏) |
| STT | Nhan đề | Thời lượng |
| --- | --- | --- |
| 1. | "Egao no Sonzai ~Sono Imi Suru Mono~ (笑顔の存在 ～その意味するもの～)"                                                | 4:16 |
| 2. | "Kokkei na Mokkun (滑稽なもっくん)"                                                                                    | 3:04 |
| 3. | "Roudoku Drama Mokkun & Abe no Seimei (Jii sama) (朗読ドラマ もっくん&安倍晴明(じい様))"                               | 3:49 |
| 4. | "Iyami na Mokkun (嫌味なもっくん)"                                                                                     | 4:27 |
| 5. | "Ikari no Honoo (怒りの炎)"                                                                                            | 2:58 |
| 6. | "Enshin (焔心)" | 4:18 |
| 7. | "Seimei no Nichijyou (晴明の日常)"                                                                                     | 3:34 |
| 8. | "Roudoku Drama Guren & Abe no Seimei (Jii sama) (朗読ドラマ 紅蓮&安倍晴明(じい様))"                                    | 4:06 |
| 9. | "Namae no Wake (名前の訳)"                                                                                             | 2:42 |
| 10. | "Seimei no Kotoba (晴明の言葉)"                                                                                        | 2:15 |
| 11. | "Egao no Sonzai ~Sono Imi Suru Mono~ (Original Karaoke) (笑顔の存在 ～その意味するもの～ (オリジナルカラオケ))"        | 4:16 |
| 12. | "Enshin (Original Karaoke) (焔心 (オリジナルカラオケ))"                                                                | 4:19 |
| 13. | "Mokkun & Abe no Seimei (Jii sama) (Original Karaoke) (朗読ドラマ もっくん&安倍晴明(じい様) (オリジナルカラオケ))"     | 3:49 |
| 14. | "Guren & Abe no Seimei (Jii sama) (Original Karaoke) (朗読ドラマ 紅蓮&安倍晴明(じい様) (オリジナルカラオケ))"          | 4:06 |
| Tổng thời lượng: | Tổng thời lượng: | 51:59 |

| Shounen Onmyoji Character Song Fuuga ni Hibiku Uta wo Kike Aki (少年陰陽師 キャラクターソング 風雅に響く詩を聴け 秋) | Shounen Onmyoji Character Song Fuuga ni Hibiku Uta wo Kike Aki (少年陰陽師 キャラクターソング 風雅に響く詩を聴け 秋) | Shounen Onmyoji Character Song Fuuga ni Hibiku Uta wo Kike Aki (少年陰陽師 キャラクターソング 風雅に響く詩を聴け 秋) |
| STT | Nhan đề | Thời lượng |
| --- | --- | --- |
| 1. | "Shinkirou (蜃気楼)"                                                                                                 | 4:55 |
| 2. | "Kiki (危機)" | 4:37 |
| 3. | "Roudoku Drama Abe no Masahiro (朗読ドラマ 安倍昌浩)"                                                                | 3:26 |
| 4. | "Takaoka no Kami (タカオカミノカミ)"                                                                                 | 4:19 |
| 5. | "Kizu (傷)" | 2:21 |
| 6. | "Chikai (誓い)" | 4:10 |
| 7. | "Zakki's (雑鬼's)"                                                                                                   | 3:14 |
| 8. | "Roudoku Drama Guren (朗読ドラマ 紅蓮)"                                                                              | 3:57 |
| 9. | "Taiketsu (対決)" | 5:23 |
| 10. | "Yasashisa (優しさ)"                                                                                                 | 4:24 |
| 11. | "Shinkirou (Original Karaoke) (蜃気楼 (オリジナルカラオケ))"                                                         | 4:55 |
| 12. | "Chikai (Original Karaoke) (誓い (オリジナルカラオケ))"                                                              | 4:10 |
| 13. | "Roudoku Drama Abe no Masahiro (Original Karaoke) (朗読ドラマ 安倍昌浩 (オリジナルカラオケ))"                        | 3:26 |
| 14. | "Roudoku Drama Guren (Original Karaoke) (朗読ドラマ 紅蓮 (オリジナルカラオケ))"                                      | 3:56 |
| Tổng thời lượng: | Tổng thời lượng: | 57:13 |

| Shounen Onmyoji Character Song Fuuga ni Hibiku Uta wo Kike Fuyu (少年陰陽師 キャラクターソング 風雅に響く詩を聴け 冬) | Shounen Onmyoji Character Song Fuuga ni Hibiku Uta wo Kike Fuyu (少年陰陽師 キャラクターソング 風雅に響く詩を聴け 冬) | Shounen Onmyoji Character Song Fuuga ni Hibiku Uta wo Kike Fuyu (少年陰陽師 キャラクターソング 風雅に響く詩を聴け 冬) |
| STT | Nhan đề | Thời lượng |
| --- | --- | --- |
| 1. | "Shinra no Izumi (森羅の泉)"                                                                                          | 3:22 |
| 2. | "Fundo (憤怒)" | 3:08 |
| 3. | "Roudoku Drama Genbu & Taiin (朗読ドラマ 玄武&太陰)"                                                                  | 3:43 |
| 4. | "Sasoi (誘い)" | 4:07 |
| 5. | "Nagomi (和み)" | 3:36 |
| 6. | "Yamabuki (山振)" | 4:41 |
| 7. | "Urami (恨み)" | 4:59 |
| 8. | "Roudoku Drama Kouchin & Byakko (朗読ドラマ 勾陣&白虎)"                                                               | 4:28 |
| 9. | "Haha no Omoi (母の想い)"                                                                                             | 3:17 |
| 10. | "Chinkon (鎮魂)" | 2:15 |
| 11. | "Shinra no Izumi (Original Karaoke) (森羅の泉(オリジナルカラオケ))"                                                   | 3:23 |
| 12. | "Yamabuki (Original Karaoke) (山振(オリジナルカラオケ))"                                                              | 4:41 |
| 13. | "Roudoku Drama Genbu & Taiin (Original Karaoke) (朗読ドラマ 玄武&太陰(オリジナルカラオケ))"                           | 3:43 |
| 14. | "Roudoku Drama Kouchin & Byakko (Original Karaoke) (朗読ドラマ 勾陣&白虎(オリジナルカラオケ))"                        | 4:29 |
| Tổng thời lượng: | Tổng thời lượng: | 53:52 |

| Shounen Onmyoji Character Song Kacho Fugetsu ~Byakuya~ (少年陰陽師 キャラクターソング 花鳥風月 ～白夜～) | Shounen Onmyoji Character Song Kacho Fugetsu ~Byakuya~ (少年陰陽師 キャラクターソング 花鳥風月 ～白夜～) | Shounen Onmyoji Character Song Kacho Fugetsu ~Byakuya~ (少年陰陽師 キャラクターソング 花鳥風月 ～白夜～) |
| STT | Nhan đề                                                                                                  | Thời lượng                                                                                               |
| --- | --- | --- |
| 1. | "Tsuitachi no Yoru (朔の夜)"                                                                             | 4:37 |
| 2. | "Souyoku no Honoo (双翼の炎)"                                                                            | 4:45 |
| 3. | "Anata no Ude ni Dakaretara (あなたの腕に抱かれたら)"                                                    | 4:38 |
| 4. | "Umashi Miyako (美し都)"                                                                                 | 4:52 |
| 5. | "Akatsuki no Hi (暁の火)"                                                                                | 4:16 |
| 6. | "Hotaru (螢)"                                                                                            | 4:26 |
| 7. | "Kureyuku Natsu -Hotaru Henka- (Bonus track) (暮れゆく夏ー螢返歌ー (ボーナストラック))"                  | 2:05 |
| 8. | "Roudoku Drama Byakuya (朗読ドラマ 白夜)"                                                                | 5:27 |
| Tổng thời lượng:                                                                                         | Tổng thời lượng:                                                                                         | 35:06 |

| Shounen Onmyoji Character Song Kacho Fugetsu ~Zangetsu~ (少年陰陽師 キャラクターソング 花鳥風月 ～残月～) | Shounen Onmyoji Character Song Kacho Fugetsu ~Zangetsu~ (少年陰陽師 キャラクターソング 花鳥風月 ～残月～) | Shounen Onmyoji Character Song Kacho Fugetsu ~Zangetsu~ (少年陰陽師 キャラクターソング 花鳥風月 ～残月～) |
| STT | Nhan đề                                                                                                   | Thời lượng                                                                                                |
| --- | --- | --- |
| 1. | "Hiiro no Taiga (緋色の大河)"                                                                             | 4:57 |
| 2. | "Oborozuki (朧月)"                                                                                        | 4:47 |
| 3. | "Yasashii Kaze (やさしい風)"                                                                              | 4:41 |
| 4. | "Shinra no Uta (森羅の唄)"                                                                                | 5:17 |
| 5. | "Asu he no Michi (明日への道)"                                                                            | 3:24 |
| 6. | "Sange (散華)"                                                                                            | 4:29 |
| 7. | "Tsukiyako (Bonus track) (月夜行 (ボーナストラック))"                                                     | 4:30 |
| 8. | "Rodoku Drama Zangetsu (朗読ドラマ 残月)"                                                                 | 4:55 |
| Tổng thời lượng:                                                                                          | Tổng thời lượng:                                                                                          | 37:00 |